# Саут-Форк (индейская резервация)
Саут-Форк (англ. South Fork Reservation) — индейская резервация западных шошонов, расположенная в северо-восточной части штата Невада, США.

## История
Индейская резервация Саут-Форк была создана указом президента США Франклина Делано Рузвельта в 1941 году в соответствии с положениями Закона о реорганизации индейцев 1934 года. В период с 1937 по 1939 год были приобретены земли общей площадью более 38 км² для недавно созданной базы племени те-моак, которое входит в состав западных шошонов. Последующие покупки земли увеличили территорию резервации до её нынешних размеров.

## География
Резервация находится в юго-западной части округа Элко и расположена в предгорьях Рубиновых гор. Она состоит из нескольких несмежных участков. Общая площадь резервации, включая трастовые земли (29,337 км²), составляет 68,791 км², из них 68,78 км² приходится на сушу и 0,011 км² — на воду. Штаб-квартира племени находится в статистически обособленной местности Спринг-Крик.

## Демография
По данным федеральной переписи населения 2010 года, в резервации проживало 122 человека. Согласно федеральной переписи населения 2020 года в резервации проживало 98 человек, насчитывалось 20 домашних хозяйств и 58 жилых домов. Средний возраст, проживающих в резервации, составлял 55,5 лет. Около 27,6 % всего населения находились за чертой бедности, в том числе 60 % тех, кому ещё не исполнилось 18 лет, и 5 % старше 65 лет.
Расовый состав распределился следующим образом: белые — 17 чел., афроамериканцы — 2 чел., коренные американцы (индейцы США) — 73 чел., азиаты — 0 чел., океанийцы — 0 чел., представители других рас — 1 чел., представители двух или более рас — 5 человек; испаноязычные или латиноамериканцы любой расы составили 3 человека. Плотность населения составляла 1,42 чел./км².

## Комментарии
1. ↑  Сам населённый пункт не входит в состав резервации, а является лишь штаб-квартирой племени.